# Чарнии
Ча́рнии (лат. Charnia, от названия возвышенности Чарнвуд-Форест) — род организмов эдиакарского периода неясной классификации. Известны по отпечаткам продолговатой формы с зигзагообразно расположенными сегментами. Род представлен 3 видами.
Обнаружение отпечатков чарнии было важным шагом в палеонтологии, поскольку до 1970-х годов предполагалось, что в протерозое вообще не было крупных живых организмов, а лишь микроорганизмы (обнаруженные в 1930-х годах в Намибии и 1940-х годах в Австралии подобные отпечатки ошибочно относили к кембрию).

## Классификация
По данным сайта Fossilworks, на ноябрь 2016 года в роде выделяют 3 вымерших вида:
- Charnia masoni Ford, 1958 — Чарния Мейсона[4] — обнаружена в Великобритании Роджером Мейсоном[англ.], в настоящее время находится в городском музее города Лестер.
- Charnia grandis Glaessner & Wade, 1966 — Большая чарния[4] — обнаружена в Ньюфаундленде.
- Charnia siberica Sokolov, 1972